# Brock Crouch
Brock Crouch (Mammoth Mountain, 22 agosto 1999) è uno snowboarder statunitense, specializzato in slopestyle e big air.

## Biografia
Specializzato in slopestyle e big air e attivo in gare FIS dal gennaio 2013, Crouch ha debuttato in Coppa del Mondo il 22 agosto 2015, giungendo 17º nello slopestyle di Cardrona e ha ottenuto il suo primo podio, nonché la prima vittoria, il 21 febbraio dell'anno successivo, imponendosi nella stessa disciplina a Bokwang.
In carriera non ha mai preso parte a rassegne olimpiche, mentre ha gareggiato in una iridata.

## Palmarès

### Coppa del Mondo
- Miglior piazzamento nella Coppa del Mondo generale di freestyle: 11º nel 2016
- Miglior piazzamento nella Coppa del Mondo di slopestyle: 4º nel 2016
- Miglior piazzamento nella Coppa del Mondo di big air: 8º nel 2022
- 1 podio:
  - 1 vittoria

#### Coppa del Mondo - vittorie
| Data             | Località | Paese         | Specialità |
| ---------------- | -------- | ------------- | ---------- |
| 21 febbraio 2016 | Bokwang  | Corea del Sud | SBS        |

Legenda:

SBS = Slopestyle